# Camp Castor

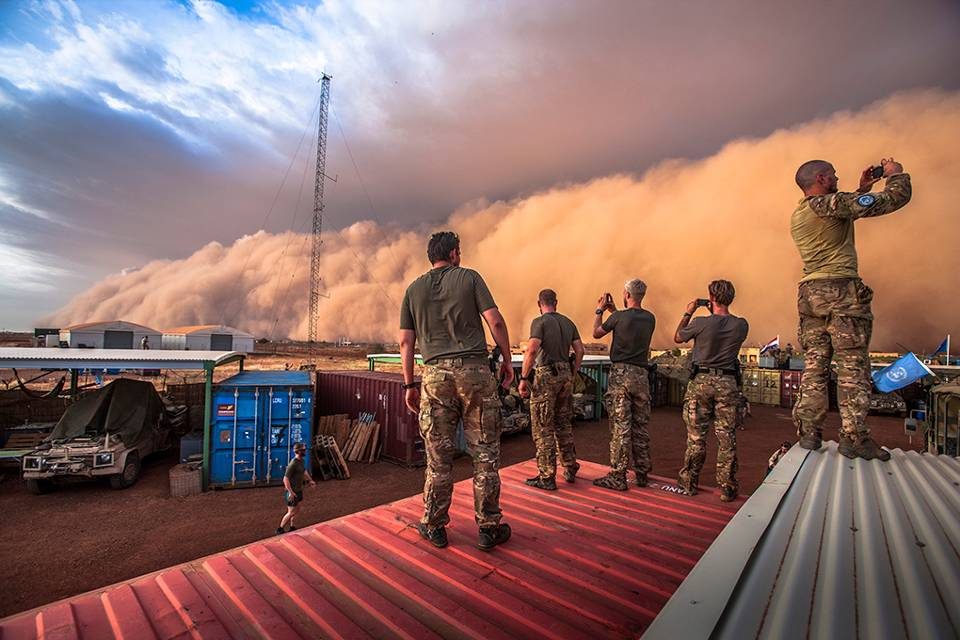
Sandsturm bei Camp Castor, 2014

Das Camp Castor (auch Kamp Castor) war eine Militärbasis in Westafrika, die sich nahe der malischen Stadt Gao (ca. 100.000 Einwohner), direkt am Flughafen Gao befand. Das Feldlager wurde im Rahmen der UN-Mission MINUSMA genutzt und nach dem Abzug der letzten deutschen Kräfte am 12. Dezember 2023 an den Gouverneur der Provinz Gao übergeben.

## Das Lager
Die Niederländer errichteten Kamp Castor auf der für die diversen Feldlager vorgesehenen 800.000 m² großen Fläche direkt am Flughafen. Zur Energieversorgung wurde ein Solar-Diesel-Hybridsystem mit Akkus zur Energiespeicherung installiert, das Wasser wurde bis zu 85 Prozent recycelt. Aus Sicherheitsgründen sind Leitungen und ähnliches unterirdisch verbaut. Die Gebäude und Lager sind entweder klimatisierte Zelte, normale ISO-Container oder Spezialcontainer mit Panzerung zum Schutz gegen Angriffe. Die Bundeswehr hat beim Ausbau des Feldlagers eigene modulare Spezialcontainer eingesetzt.

## Logistik
Der Personen- und Materialtransport ins Feldlager ging von Deutschland aus (Flughafen Köln/Bonn) zum Flughafen Bamako und von dort in der Regel per Flugzeug weiter nach Gao. Die Versorgung mit Gütern des täglichen Bedarfes über den Landweg erfolgte bis 2018 aus Niger; jedoch wird die Region des Grenzgebietes zwischen Mali, Niger und Burkina Faso mittlerweile durch terroristische Gruppierungen kontrolliert, so dass im Anschluss auf die Versorgungsroute Bamako – Mopti – Gao gesetzt wurde.

## Geschichte
Nachdem die Niederlande sich mit 380 Soldaten an der UN-Mission MINUSMA im April 2014 beteiligten, bauten niederländische Soldaten Kamp Castor auf. Sie stationierten dort unter anderem Spezialeinheiten und Hubschrauber. Zum Jahreswechsel 2016/17 wurden die dann sieben Hubschrauber – drei Transporthubschrauber Boeing-Vertol CH-47 und vier Kampfhubschrauber Boeing AH-64 – abgezogen, sowie die Truppenstärke reduziert.
Im Feldlager waren auch Spezialeinheiten aus Dänemark und Tschechien stationiert.
Die ersten deutschen Soldaten trafen im Februar 2016 im Camp Castor ein, weitere dann im April und Juni, und übernahmen einige Aufgaben von den Niederländern, später dann auch die Führung des Feldlagers. Die ersten deutschen Hubschrauber waren im Januar 2017 vor Ort, weitere folgten im März 2017. Ein MANTIS-System zur Erkennung von indirekten Angriffen aus der Luft wurde installiert und war seit dem 24. Januar 2018 bis zur Übergabe des Feldlagers im Dezember 2023 einsatzbereit. Geschützt wurde damit nicht nur Camp Castor, sondern auch die benachbarten Feldlager. Allerdings war nur die Leitzentrale sowie mehrere Sensoreinheiten installiert, aber nicht die Geschütze. Ab Anfang November 2016 wurde eine von dem angrenzenden Flughafen aus von Deutschland geleaste Aufklärungsdrohne vom Typ IAI Heron betrieben. Da die malischen Behörden ab 23. Dezember 2022 jedoch keine Fluggenehmigung mehr erteilten, blieb diese bis zu ihrem endgültigen Abzug am 26. Juli 2023 am Boden.
Die Bundeswehr setzte zur medizinischen Evakuierung verschiedene Kampf- und Transporthubschrauber ein. Diese wurden zwischenzeitlich durch Maschinen anderer UN-Kräfte ersetzt. Die zuletzt in Mali stationierten Transporthubschrauber vom Typ Sikorsky CH-53 wurden am 12. Oktober 2023 abgezogen.

## Geographie

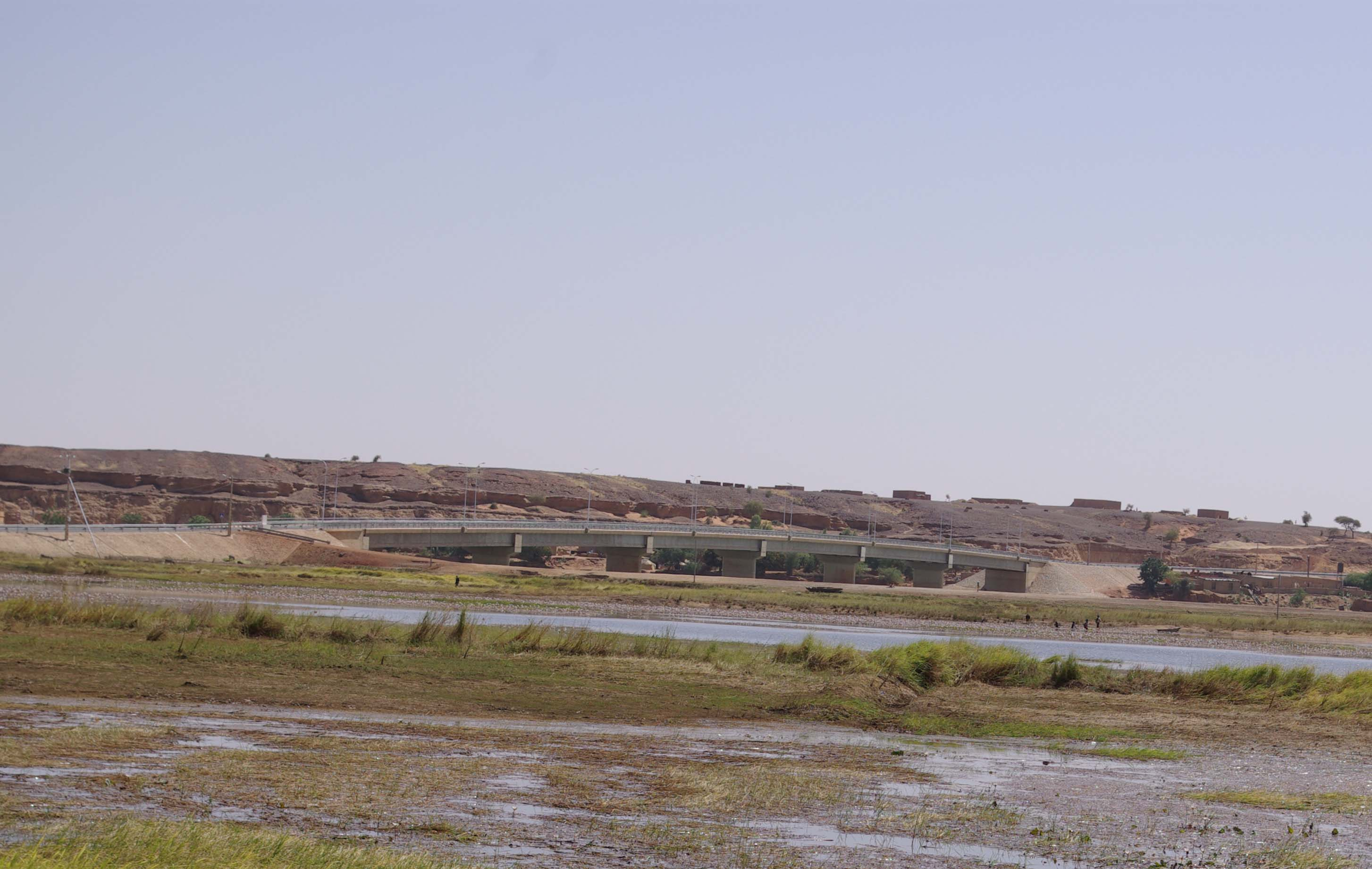
Wabaria-Brücke, 2008

Die Überreste des Camps befinden sich östlich des Flusses Niger, etwa 5 km vom Ufer entfernt. Seit 2006 gibt es mit der Wabaria-Brücke (auch Wabary-Brücke) (16° 12′ N, 0° 2′ W) eine feste Verbindung über den Fluss. Die Brücke ist Teil der N15 (Nationalstraße 15), die hier endet und wo mehrere Fernstraßen beginnen (Liste der Fernstraßen in Mali): Die R8 (entlang des Flusses nach Norden), die N17 (entlang des Flusses nach Süden) und die N18 (in Richtung des ständig unter Anschlägen leidenden MINUSMA Camps in Kidal und weiter nach Algerien). Die Brücke war entscheidend bei der Rückeroberung von Gao vom 25.–27. Januar 2013, während der französischen Opération Serval.
Die Region liegt am Rande der Wüste Sahara, in der Sahelzone, weshalb auch mit Sandstürmen zu rechnen ist. Im Juni 2017 gab es einen solchen Sandsturm, als mit Windgeschwindigkeiten bis 106 km/h eine „Staubwand über das Lager rollt“. Dem schloss sich ein Gewitter mit starkem Regen an und die Temperaturen fielen von 41° auf 23° Celsius.
Im Lager wurde vor dem Gelben Mittelmeerskorpion gewarnt, der zu den giftigsten Skorpionen weltweit gehört. Des Weiteren gibt es giftige, kleine Schlangen und die unter anderem auch Skorpione jagenden, großen, aber ungiftigen Kamelspinnen.
In Gao gibt es am Flughafen noch ein Feldlager der Malischen Armee (FAMA) und im Norden Gaos ein Lager der ehemaligen Tuareg-Rebellen der Coordination des mouvements de l’Azawad (CMA). Dort geschah am 18. Januar 2017 ein Selbstmordanschlag bei dem über 60 Menschen getötet und mehr als 100 Menschen teils schwer verletzt wurden. Zu diesem Zeitpunkt fand dort ein Treffen statt, bei dem es um die damals vorgesehenen gemeinsamen Patrouillen in den nördlichen Regionen Malis ging. Des Weiteren befinden sich in Gao noch eines der sehr großen „Supercamps“ der UN für die verschiedenen UN-Kontingente und weiter entfernt ein französisches Camp (Opération Barkhane).

## Zwischen- und Todesfälle
Am 26. Juli 2017 stürzte ein Kampfhubschrauber Tiger der Bundeswehr bei Tabankort (Kreis Bourem, Region Gao) im Norden Malis ab. Beide Besatzungsmitglieder kamen dabei ums Leben.
Nicht nur die Bundeswehr hatte Tote bei einem Hubschrauberabsturz zu beklagen, auch die Niederländer verloren im März 2015 einen Apache-Helikopter der aus unbekannten Gründen nahe Gao eine Notlandung versuchte und dabei abstürzte. Zwei Soldaten starben.

## In den Medien
Die Bundeswehr startete eine YouTube-Serie mit dem Titel „Mali“ im Oktober 2017, in der der Alltag von einigen Bundeswehr-Soldaten und Soldatinnen des 5. Kontingents im Camp Castor gezeigt wird. Es wurden 29 Folgen von je etwa 10 Minuten Länge gesendet. Aufgenommen wurde die Serie über acht Monate lang. Zusätzlich gab es einen sogenannten „MaliBot“, einen in Facebook integrierten Messenger-Bot.